# Hymn Nigerii
Nigeria, We Hail Thee (Nigerio, witamy Cię) – pierwszy i trzeci hymn państwowy Nigerii. Obowiązywał w latach  1960–1978, i został zastąpiony przez Arise Oh Compatriots, Nigeria’s Call Obey, jednak w  maju 2024  został przywrócony .
Tekst napisał Lillian Jean Williams, a muzykę skomponował Francis Berda.

## Tekst
I
Nigeria, we hail thee, our own dear native land,
Though tribe and tongue may differ, in brotherhood we stand
Nigerians all, are proud to serve our sovereign Motherland.
II
Our flag shall be a symbol that truth and justice reign,
In peace or battle honoured, and this we count as gain,
To hand on to our children a banner without stain.
III
O God of all creation, grant this our one request:
Help us to build a nation where no man is oppressed,
And so with peace and plenty Nigeria may be blessed